# Adolf Henryk Wiesiołowski
Adolf Henryk Wiesiołowski (ur. 22 czerwca 1896 w Pryłypczu, zm. 26 listopada 1953 w Los Angeles) – major pilot, obserwator Wojska Polskiego, kawaler Orderu Virtuti Militari.

## Życiorys
Urodził się we wsi Pryłypcze, w ówczesnym powiecie kocmańskim Księstwa Bukowiny, w rodzinie Adolfa i Ludwiki z Łukasiewiczów. W latach 1910–1914 uczył się w klasach V-VIII w Prywatnym Gimnazjum im. Adama Mickiewicza we Lwowie. Tam 14 czerwca 1914 otrzymał świadectwo dojrzałości z wyróżnieniem. Dwa lata później, w tym samym gimnazjum, maturę uzyskał jego młodszy brat Aleksander (ur. 12 stycznia 1898 w Pryłypczu).
Po wybuchu I wojny światowej Adolf został powołany do służby w c. i k. Armii i wcielony do Pułku Armat Polowych Nr 40. W jego szeregach walczył od kwietnia 1915 roku na froncie wschodnim i włoskim. W 1916 roku zdobył przeszkolenie w oficerskiej szkole artylerii w Czeskich Budziejowicach. Powrócił do służby w 94 pap, następnie służył w 94 pap w Wiedniu i w 27 pułku artylerii górskiej. W listopadzie 1917 roku odbył przeszkolenie obserwatorów lotniczych w Wiener Neustadt oraz kurs pilotażu w Krakowie i Campo Formio. Po ukończeniu szkolenia powrócił do służby.
Jego brat Aleksander został powołany do służby w c. k. Obronie Krajowej. Jego oddziałem macierzystym był Pułk Artylerii Polowej Nr 143. Na stopień chorążego został mianowany ze starszeństwem z 1 lipca 1917 w korpusie oficerów rezerwy artylerii. Został odznaczony Srebrnym Medalem Waleczności 2 klasy.

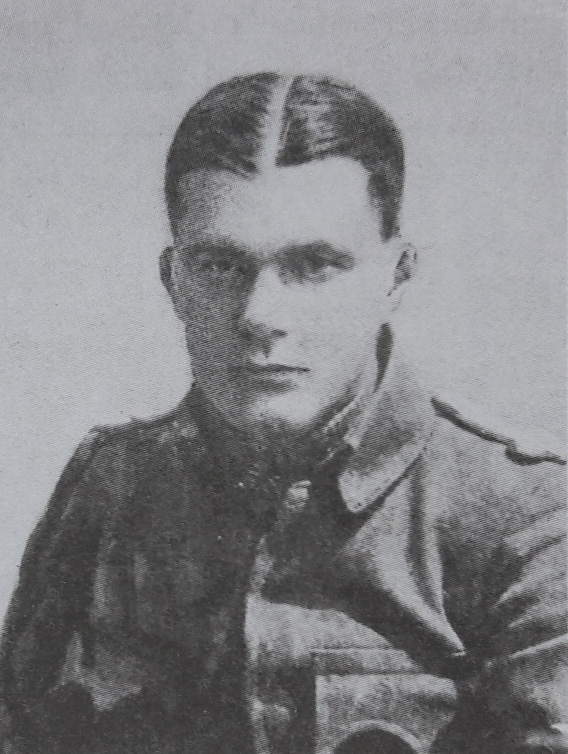
Adolf Wiesiołowski por. pilot (1920)

Po rozpadzie Austro-Węgier obaj bracia zgłosili się do służby w odrodzonym Wojsku Polskim. Adolf, jako wyszkolony obserwator lotniczy otrzymał w listopadzie 1918 roku przydział do 2 eskadry bojowej we Lwowie. Wziął udział w końcowej fazie bitwy o Lwów. W czerwcu 1919 roku objął stanowisko zastępcy dowódcy 6 eskadry wywiadowczej, w marcu 1920 r. został jej dowódcą. Podczas wojny polsko-bolszewickiej wykonywał loty bojowe przeciwko konnicy Budionnego w okolicach Buska i Poborza. Wyróżnił się odwagą podczas lotów wykonywanych pomiędzy 16 a 20 sierpnia. 14 października 1920 roku został zatwierdzony z dniem 1 kwietnia 1920 roku w stopniu kapitana, w wojskach lotniczych, w grupie oficerów byłej armii austriacko-węgierskiej.
Po zakończeniu działań bojowych został mianowany na stanowisko zastępcy kierowania warsztatów lotniczych na krakowskim lotnisku. 21 lipca 1921 roku został przeniesiony do Oficerskiej Szkoły Obserwatorów i Strzelców Lotniczych w Toruniu na stanowisko wykładowcy i kierownika działu nauk. 23 marca 1924 roku objął dowództwo 43 eskadry lotniczej. W marcu 1925 roku został zatwierdzony na stanowisku oficera taktycznego 4 pułku lotniczego, a w czerwcu 1927 r. został dowódcą dywizjonu w tym pułku. Odbył kurs dla oficerów sztabowych lotnictwa i w 1928 roku objął dowództwo dywizjonu szkolnego w 4 pl. W grudniu 1931 roku został mianowany dyrektorem naukowym w Centrum Wyszkolenia Podoficerów Lotnictwa. W listopadzie 1933 roku został przeniesiony na stanowisko komendanta bazy. Z dniem 30 września 1934 roku został przeniesiony w stan spoczynku.
Po zakończeniu kampanii wrześniowej przedostał się do Wielkiej Brytanii. Został przyjęty do Polskich Sił Powietrznych i otrzymał numer służbowy P-0263. Został uznany za przeciwnika politycznego rządu Władysława Sikorskiego i osadzony w Stacji Zbornej Oficerów Rothesay na wyspie Bute. Po uwolnieniu służył w dywizjonie 300 jako obserwator.
Po zakończeniu wojny nie zdecydował się na powrót do Polski, pozostał na emigracji. Zmarł 26 listopada 1953 roku w Los Angeles.

## Ordery i odznaczenia[6][22]
- Krzyż Srebrny Orderu Wojskowego Virtuti Militari nr 219[2] – 8 kwietnia 1921[23][24]
- Krzyż Walecznych
- Medal Lotniczy (trzykrotnie)[1]
- Złoty Krzyż Zasługi (10 listopada 1928)[25]
- Polowa Odznaka Pilota nr 28
- Krzyż Zasługi Wojskowej 3 klasy z dekoracją wojenną i mieczami (Austro-Węgry)[26]
- Brązowy Medal Zasługi Wojskowej z mieczami na wstążce Krzyża Zasługi Wojskowej (Austro-Węgry)[26]